# 21269 Bechini
21269 Bechini è un asteroide della fascia principale. Scoperto nel 1996, presenta un'orbita caratterizzata da un semiasse maggiore pari a 2,2729394 UA e da un'eccentricità di 0,1935185, inclinata di 6,33086° rispetto all'eclittica.